# Erik Bennike
Erik Bennike (født 19. januar 1918, død 18. april 1945 i København) var en dansk officer, civilingeniør og modstandsmand.
Erik Bennike var søn af kaptajn, senere oberst Helge Bennike og havde to søstre. 1930-35 gik han på Aalborg Katedralskole, hvorfra han blev student med udmærkelse. Han tog derefter hyre som kahytsdreng og sejlede med motorskibet Malaya til Østasien. Han kom hjem i januar 1936, og i maj blev han rekrut. Bennike påbegyndte en officerskarriere og i 1939 lå han i spidsen som nr. 1 ud af 42 officersaspiranter på Hærens Officersskole og blev premierløjtnant.
Han ville gerne rømme til Vinterkrigen i Finland, men det lykkedes ikke. En anden skuffelse var, at han ikke fik lejlighed til at forsvare sit fædreland ved den tyske besættelse af Danmark i 1940, begyndte Erik Bennike at læse til bygningsingeniør efter et kort ophold i Helsingborg fra 9. april indtil 9. juni. Efter blot 3½ års studier var han færdig som kandidat.
Den 29. august 1943 gik Erik Bennike og hans fader under jorden og medvirkede til at bistå de danske jøders transport til Sverige. I efteråret 1943 var han sammen med Svend Erik Mikkelsen en ledende person i oprettelsen af den illegale modstandsorganisation Polytekniker Bataljonen, hvor han deltog i sabotage og produktion af våben og sprængstoffer. 1944 kom han til Jylland for at virke som sprængningsinstruktør og blev leder af en officersgruppe (O-gruppe) under Den lille Generalstab. Bennikes farbror, Vagn Bennike, var leder af modstandsarbejdet i Jylland.
Bennike fik senere oprettet et selskab, Terma, der i midten af april 1945 flyttede sit kontor til Silkegade i København, og her indtraf episoden, der kostede ham livet, da to mænd fra Birkedalgruppen opsøgte ham den 18. april og skød ham under flugtforsøg.
Han er begravet på Gentofte Kirkegård.
Han er i dag blandt de danske faldne officerer der har en årgang opkaldt efter sig på Hærens Officersskole.